# Kölnische Maschinenbau
Die Kölnische Maschinenbau-AG war ein von 1856 bis 1909 bestehendes Maschinenbau-Unternehmen in Köln. Die Produktionsanlagen in Köln-Bayenthal wurden noch bis 1970 von anderen Firmen weiterbetrieben.

## Geschichte
Vorgängerin der Kölnischen Maschinenbau-Actiengesellschaft war die 1847 von Paul Joseph Hagen gegründete „Gießerei Emil Behrens & Comp.“, die im April 1855 mit 150 Arbeitern in Kölnische Maschinenbau AG umfirmierte. Im Jahre 1856 beteiligten sich Ingenieur Martin Goltstein (1824–1867) und Kaufmann Gustav Mevissen hieran; die technische Leitung übernahm Goltstein. Sie baute Maschinen für den Bergbau und für Metallhütten, Dampfmaschinen und Dampfkessel, Gasmotoren, Gasmaschinen, Brücken und andere Eisenkonstruktionen. Die Zahl der Beschäftigten erreichte schnell 1500 Personen. Für die drei großen privaten Eisenbahngesellschaften im Rheinland übernahm das Unternehmen teils umfangreiche Aufträge.
In den Jahren 1866/1867 kam es durch den Rückzug von Gustav Mevissen aus dem Verwaltungsrat und den Tod von Martin Goltstein Anfang 1867 zu einer Abkehr vom Brückenbau, der als riskant und defizitär beschrieben wurde. Wesentlicher Grund war jedoch auch die erstarkte Konkurrenz der Brückenbauanstalten im Ruhrgebiet (Harkort, Gutehoffnungshütte) mit ihren engen unternehmerischen Verbindungen zum Hüttenwesen.
Der neue Direktor Frick konzentrierte sich insbesondere auf das „krisensichere“ Gebiet des Gasanlagenbaus, das für die nächsten Jahrzehnte Kerngeschäft des Unternehmens mit europaweiter Kundschaft bleiben sollte.
Im Mai 1909 vermittelte das Kölner Bankhaus A. Levy & Co. die Fusion mit der Berlin-Anhaltische Maschinenbau-AG (BAMAG), die das Kölner Werk als Abteilung Köln-Bayenthal fortführte. 1924 ging die BAMAG durch Fusion auf die Bamag Meguin AG über, deren Hauptaktionärin seit 1927 die Julius Pintsch AG war. 1953 wurden die Unternehmen unter der Firma Pintsch Bamag vereinigt.

## Werksanlagen
Durch die Etablierung der Kölnischen Maschinenbau-AG entstand zwischen Bonner Straße und Rhein ein ausgedehntes Industrieareal. Die ersten Werksanlagen, darunter die im März 1858 in Betrieb gegangene Gießerei, lagen zwischen Rhein und Alteburger Straße. Auf der anderen Straßenseite befand sich mit dem Konstruktionsbüro das technische Zentrum des Betriebs. Hinter diesem entstanden in der Folge immer mehr Hallen und andere Anlagen, so dass sich schließlich der Hauptteil des Betriebs zwischen Alteburger, Tacitus- und Goltsteinstraße befand. 1888 verfügte das Werk über die Abteilungen Rohrgießerei, Gasbehälterfabrik, Eisengießerei, Dampfkesselfabrik, Eisenkonstruktionswerk und Maschinenbauwerkstätte. Die erste Maschinenbauwerkstatt wurde 1883 durch einen Brand zerstört. Im Jahre 1898 fügte ein Wirbelsturm dem gesamten Werk erhebliche Schäden zu.
An der Alteburger Straße wurden bereits früh für auswärtige Fachkräfte Arbeiterhäuser errichtet, von denen einige noch erhalten sind. Für den Direktor wurde eine Villa erbaut.
In den Jahren 1904 und 1905 wurde durch Ausgründung einer Immobiliengesellschaft der größte Teil der bereits seit langem vorgehaltenen Reserve- und Abstandsflächen südlich des Werks abgetrennt und für den Villenbau erschlossen. Südlich des Werks entstand der Bayenthalgürtel mit dem Bismarckturm zum Rhein hin. Auch der älteste Werksteil zwischen Alteburger Straße und Rhein wurde aufgegeben; hier entstand unter anderem 1902 eine Villa für den neuen Generaldirektor Ernst Lechner nach Plänen der Kölner Architekten Schreiterer & Below. Im Jahr 1925 wurde die noch zum Werk gehörende Fläche auf 104.276 m² beziffert.
Trotz Schäden im Zweiten Weltkrieg blieb die Baustruktur des Werks weitgehend erhalten; nur die Front zur Alteburger Straße erhielt ein neues Gesicht.
Nach der Schließung des Betriebs im Jahr 1970 wurde das Werksgelände vollständig abgeräumt und bis 1977 von den Architekten Fischer, Krüder, Rathai mit einer Wohnanlage bebaut.

## Brücken- und Hochbaukonstruktionen
- 1857–1858: Umlaufender Altan in Gusseisen für den Bahnhof Rolandseck (Ingenieur Emil Hartwich)
- 1858–1859: Bahnsteighalle für den Central-Personenbahnhof Köln (Ingenieur Rocholl)
- 1855–1859: Brücken der Eisenbahnstrecke Deutz-Gießen (Siegtalbahn)
- 1859–1860: Brücken auf der Eisenbahnstrecke Bingerbrück-Neunkirchen (Nahetalbahn)
- 1859–1860: Langhausdachstuhl und Vierungsturm einschließlich Unterkonstruktion für den Kölner Dom (nach Planung von Ernst Friedrich Zwirner und Richard Voigtel)
- 1863–1864: Wintergarten in der Kölner Flora (Pläne von Maximilian Nohl und von Arnim)
- 1863–1864: Pfaffendorfer Brücke über den Rhein bei Koblenz (mit Brückenbauwerkstatt Harkort, nach Plänen von Emil Hartwich und Sternberg)
- 1863–1865: Griethausener Eisenbahnbrücke der Bahnstrecke Zevenaar-Kleve über einen Altrhein-Arm bei Kleve (mit der Gutehoffnungshütte, nach Plänen von Emil Hartwich und Bendel)[4]
- 1864–1865: Luisenbrücke („Neue Brücke“) in Saarbrücken (Ingenieur Otto Offergeld)
- 1864–1865: Eisenbahnbrücke über die Ruhr in Mülheim an der Ruhr (nach Plänen von Emil Hartwich und Bendel)
- um 1865: Brücke der Bergisch-Märkischen Eisenbahn über die Ruhr bei (Essen-)Steele
- 1867: Halle des Ostbahnhofs in Berlin (nach Plänen von Johann Wilhelm Schwedler)
- 1869–1870: Weissenbach-Viadukt der Österreichischen Rudolfsbahn
- 1878: Glockenstuhl im Südturm des Kölner Doms
- 1880–1883: Chor-, Seitenschiff- und Kapellendachstühle des Kölner Doms
- 1904–1905: Dächer der Hauptmarkthalle am Heumarkt in Köln (Architekt Otto Müller-Jena)